# Réalisme naïf

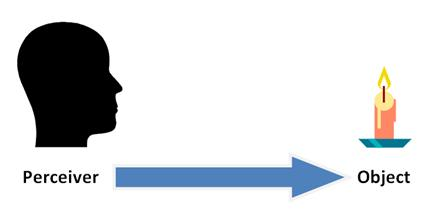
Le réalisme naïf désigne la croyance spontanée selon laquelle les objets sont tels qu'ils sont perçus.

Le réalisme naïf est une forme de réalisme qui soutient que les objets du réel existent tels qu'ils sont perçus. Aux yeux du réaliste naïf, le monde extérieur à la perception est exactement tel que la perception le représente. Ainsi compris, ce n'est pas à proprement parler une position philosophique ; c'est une conception spontanée critiquée par l'analyse philosophique et scientifique. Le réalisme naïf est contesté à la fois par les idéalismes et les réalismes critiques (direct ou indirect). Il s'intègre dans le cadre de la pensée moderne, où l'on considère comme réalistes les postures qui affirment l'existence objective du réel extérieur au champ perceptif.
Le réalisme naïf suppose que les objets sont composés de matière, occupent de l'espace, et ont des propriétés, telles la forme, la texture, l'odeur, le goût et la couleur, qui sont habituellement perçues correctement. Nous les percevons telles qu'elles sont réellement. Les objets obéissent aux lois de la physique et conservent toutes leurs propriétés, qu'il y ait ou non quelqu'un pour les observer.
Le réalisme naïf est un réalisme direct, ce qui ne signifie pas que tous les réalistes directs sont des réalistes naïfs. On le nomme ainsi par opposition au « réalisme indirect » ou « représentationnel ». Selon cette dernière position, notre expérience consciente n'est pas celle du monde réel mais d'une représentation interne du monde.